# أمانة العاصمة المقدسة
أمانة العاصمة المقدسة هي أمانة مدينة مكة المكرمة في المملكة العربية السعودية، أنشأت في عهد الملك عبدالعزيز بن عبدالرحمن آل سعود عام 1926،تتولى تقديم خدمات بلدية لمدينة مكة وساكنيها، والعمل على تطوير المدينة بكافة مرافقها،كما اعتمدت نظام «ميدان» التقني، في فبراير 2019، وهو نظام يساعد في ضبط المخالفات في البلديات الفرعية والمراكز التابعة للأمانة. كما تم تدشين «المساعد الذكي»، في مارس 2020، كإحدى الخدمات المقدمة من أمانة العاصمة المقدسة للذكاء الاصطناعي، حيث تتيح هذه الخدمة للمواطنين الاستعلام التفاعلي وطباعة الرخص البلدية في خطوات معدودة. ويرأس أمانتها منذ عام 2017 المهندس محمد بن عبدالله القويحص.

## الأهداف الأستراتيجية
- استيفاء معايير الحوكمة وفق برنامج الأمم المتحدة الإنمائى UNDP.[6]
- توافق الموارد البشرية مع متطلبات الهيكل والتوصيف الوظيفي بما يحقق الأداء المتميز في بيئة عمل الأمانة.[6]
- كفاية الموارد المالية لمتطلبات الخطة الإستراتيجية للأمانة.[6]
- تطبيق المعايير العالمية لبلديات المدن الذكية في أمانة العاصمة المقدسة.[6]
- وضوح وسهولة الخدمات البلدية بما يحقق أعلى معدل رضا للعملاء على مستوى الأمانات والبلديات في المملكة.[6]
- تحقيق التميز في هندسة العمليات بما يتوافق مع المعايير العالمية، ويلبي إحتياجات العملاء ومتطلباتهم.[6]

## المهام
1. التخطيط العلمي الشامل والمتابعة والتقييم لمخطط تنمية حاضر ومستقبل العاصمة المقدسة في إطار إستراتيجية التنمية الشاملة للدولة على المدى القصير والمتوسط والبعيد.
2. إعداد المخططات الشاملة والتفصيلية للعاصمة المقدسة على ضوء نتائج الدراسات التخطيطية والتنسيق مع الجهات المعنية للعمل على وضعها موضع التنفيذ.
3. تنفيذ المخططات العمرانية التفصيلية بما يتفق مع المخطط العام المعتمد والقيام بجميع أعمال الرفع المساحي.
4. التنسيق والتعاون بين الأمانة والأجهزة الحكومية المختصة في مجال تنفيذ المشاريع بالمدينة بما يضمن المحافظة على سلامة المرافق البلدية، وراحة السكان وجمال المدينة.
5. القيام بتنفيذ النظام المعتمد لتسميات وترقيم الأحياء والشوارع والمنازل وتطبيقها على المخططات المعتمدة.
6. إجراء الدراسات وإعداد التصاميم للمشروعات والإشراف على تنفيذ المشاريع التي تنفذها الأمانة أو التي يعهد بتنفيذها إلى شركات أو جهات أخرى.
7. القيام بالصيانة الدورية للطرق والكباري والأرصفة ومجاري السيول بالعاصمة المقدسة، ودرء خطر السيول والأمطار.
8. الإشراف على صيانة كافة المرافق البلدية بمكة المكرمة والمشاعر المقدسة.
9. القيام بالصيانة الدورية لأجهزة وسائل الإنارة العامة وصيانة الأنفاق سواء في مكة المكرمة أو المشاعر المقدسة.
10. الترخيص بإقامة الإنشاءات والأبنية وجميع التمديدات العامة والخاصة ومراقبتها.
11. توزيع الأراضي للمنح حسب الأنظمة والتعليمات والكتابة لوزارة العدل لإصدار صكوك لأصحاب المنح والزوائد التنظيمية المباعة والمنتهية إجراءاتها.
12. حصر الأراضي الحكومية والمحافظة عليها وتأمين ملكيتها للدولة.
13. فحص ملكيات العقارات.
14. نزع ملكية العقارات للمنفعة العامة، والعمل على تنفيذ ومراقبة تطبيق الأنظمة واللوائح والتعليمات المعتمدة الخاصة بإدارة شئون التقديرات ونزع الملكية.
15. منع وإزالة التعدي على أملاكها الخاصة والأملاك العامة.
16. المحافظة على مظهر العاصمة المقدسة وإنشاء الحدائق والساحات والمنتزهات وتنظيمها وإدارتها ومراقبتها.
17. المحافظة على نظافة مكة المكرمة والمشاعر المقدسة في الأيام العادية بصفة عامة وفي أيام الذروة الخاصة بالمواسم والحج بصفة خاصة حيث يتم وضع خطة التشغيل الخاصة بأعمال النظافة من حيث العمالة والمعدات الكنس والجرولة والنقل والتحميل، ويتم تنفيذها بواسطة المقاول المختص ومتابعة التنفيذ والتعقيم عن طريق الإدارة العامة للنظافة وأجهزة الإشراف على النظافة بالبلديات الفرعية.
18. وقاية الصحة العامة وردم البرك والمستنقعات والقيام بأعمال الوقاية الصحية من رش وتطهير.
19. مراقبة المواد الغذائية والاستهلاكية والإشراف على تموين المواطنين وزوار وحجاج بيت الله الحرام بها ومراقبة أسعارها وأسعار الخدمات العامة بالتنسيق مع الجهات المختصة.
20. إنشاء الأسواق وتحديد مراكز البيع.
21. إنشاء المسالخ وتنظيمها والإشراف على وحدات الذبح بالمشاعر المقدسة خلال موسم الحج.
22. الترخيص بمزاولة الحرف والمهن وفتح المحلات العامة ومراقبتها صحياً وفنياً.
23. المحافظة على السلامة والراحة وبصورة خاصة اتخاذ الإجراءات اللازمة بالاشتراك مع الجهات المعنية لدرء وقوع الحرائق وإطفائها وهدم الأبنية الآيلة للسقوط أو الأجزاء المتداعية منها.
24. تحديد مواقف الباعة المتجولين والسيارات بالاتفاق مع الجهات المختصة.
25. الإشراف على انتخابات وترشيح رؤساء الحرف والمهن ومراقبة أعمالهم وحل الخلافات التي تحدث بينهم.
26. حماية الأبنية الأثرية بالتعاون مع الجهات المختصة.
27. تشجيع النشاط الثقافي والرياضي والاجتماعي والمساهمة فيه بالتعاون مع الجهات المعنية.
28. التعاون مع الجهات المختصة لمنع التسول.
29. إنشاء المقابر والمغاسل وتسويرها وتنظيفها والقيام بخدمات تجهيز ونقل ودفن الموتى.
30. تلافي أضرار الحيوانات السائبة والكاسرة.
31. العمل على راحة وإسكان حجاج بيت الله الحرام بمراقبة تنفيذ الشروط والواجب توافرها في المساكن التي ترغب أصحابها تأجيرها للحجاج من حيث النواحي الإنشائية والصحية وتمديدات الكهرباء وتقدير الحمولة الكلية للصرف وتوفير المياه العذبة مع توفير وسائل السلامة بالاشتراك مع الجهات المعنية.
32. تحصيل الإيرادات البلدية وتنميتها وتطبيق لائحة الجزاءات والغرامات على المخالفين.
33. تنفيذ المشروعات الاستثمارية بعد إجراء الدراسات المتعلقة بتنمية الاستثمارات البلدية في ضوء خطط التنمية ودراسة الجدوى الاقتصادية للمشروعات الاستثمارية وتأثيرها على الحركة الاقتصادية للعاصمة المقدسة